# Kader Abdolah
Kader Abdolah (lyssna (fil)) är pseudonym för Hossein Sadjadi Ghaemmaghami Farahani, född 12 december 1954 i Arak i Iran, är en iransk författare som också skriver på nederländska. Abdolah bor i Nederländerna sedan 1988. 
Han studerade fysik i Teheran. Han tillhörde den underjordiska vänsteroppositionen både under Shahens regim och ayatollornas regering. Under 1986 flydde han från Iran och kom till Nederländerna som politisk flykting 1988, där han bor i Delft.

## Författarskap
Under Abdolahs tid i Teheran lät han publicera två kritiska noveller om livet under Khomeinis regering vilket bidrog till att han var tvungen att fly från landet. Efter sin flykt skriver han på tyska och på nederländska och har skrivit ett stort antal skönlitterära verk. Med Huset vid moskén (2005) fick han sitt stora internationella genombrott och  i en omröstning i Nederländerna utsågs den till landets andra bästa roman någonsin. 
År 2009 blev Abdolah hedersdoktor vid Rijksuniversiteit Groningen. 
Pseudonymen Kader Abdolah är skapad av namnen på två avrättade vänner.
Fyra av hans böcker har hittills översatts till svenska.